# Klammberg (Tegernseer Berge)
Der Klammberg ist ein 1247 m ü. NHN hoher Berg in den Bayerischen Voralpen. Der bewaldete flache Gipfel erhebt sich 
über dem östlich vorgelagerten Almgelände der Königsalm. Von dort kann dieser auch weglos als Abstecher vom Almweg aus erreicht werden.
Westlich unterhalb befindet sich die Schlucht des Albertsbachs.